# Fraser MacPherson
John Fraser MacPherson (Saint-Boniface (Manitoba), 10 april 1928 – Vancouver, 27 september 1993) was een Canadese jazzmuzikant (saxofoon, klarinet, fluit).

## Biografie
MacPherson bracht het grootste deel van zijn kindertijd door in Victoria, waar hij piano, klarinet en alt- en tenorsaxofoon leerde spelen. In Vancouver speelde hij in de bands van Ray Norris, Dave Robbins, Paul Ruhland en Doug Parker en leidde hij zijn eigen bands. In 1958 ging hij naar New York, waar hij ook optrad als fluitist. Hij keerde terug naar Canada, waar hij zich profileerde als studiomuzikant. Met name speelde hij bij CBC. Pas tijdens de jaren 1980 trad hij weer op met eigen bands en bracht hij albums uit onder zijn eigen naam. In 1983 won hij met I Didn't Know About You, dat hij opnam met Oliver Gannon, een Juno Award voor het beste jazzalbum uit Canada. Met In the Tradition had hij in 1991 met Ian McDougall een vergelijkbaar zacht, ontspannend album ingespeeld, dat qua stijl ergens tussen Zoot Sims en Al Cohn kon worden gerangschikt (Digby Fairweather in de Jazz Rough Guide). Hij toerde meervoudig door de toenmalige Sovjet-Unie. In 1989 werd hij onderscheiden met de Order of Canada.